# 丸山通 (大阪市)
丸山通（まるやまどおり）は、大阪府大阪市阿倍野区にある町名。現行行政地名は丸山通一丁目および丸山通二丁目。

## 地理
阿倍野区の西部に位置し、南に松虫通、北に共立通、北東に阿倍野筋、南東に阿倍野元町、西に西成区聖天下と接している。

## 歴史

### 地名の由来
町域に丸山古墳と呼ばれた円墳が所在するとともに、町域の道路が通称として丸山通を名乗っていたことに由来する。

### 沿革
- 1929年（昭和4年）、大阪市住吉区天王寺町の一部より成立。
- 1943年（昭和18年）、分区により阿倍野区の所属となる。
- 1967年（昭和42年）、阿倍野筋1 - 5丁目・松虫通1 - 3丁目の一部を編入[7]。

## 世帯数と人口
2024年（令和6年）9月30日現在の世帯数と人口は以下の通りである。
| 丁目         | 世帯数    | 人口    |
| ------------ | --------- | ------- |
| 丸山通一丁目 | 646世帯   | 1,080人 |
| 丸山通二丁目 | 482世帯   | 982人   |
| 計           | 1,128世帯 | 2,062人 |

### 人口の変遷
国勢調査による人口の推移。
| 1995年（平成7年）  | 1,900人 | [ 8 ]  |  |
| 2000年（平成12年） | 2,143人 | [ 9 ]  |  |
| 2005年（平成17年） | 2,027人 | [ 10 ] |  |
| 2010年（平成22年） | 2,178人 | [ 11 ] |  |
| 2015年（平成27年） | 2,016人 | [ 12 ] |  |
| 2020年（令和2年）  | 2,161人 | [ 13 ] |  |

### 世帯数の変遷
国勢調査による世帯数の推移。
| 1995年（平成7年）  | 699世帯   | [ 8 ]  |  |
| 2000年（平成12年） | 834世帯   | [ 9 ]  |  |
| 2005年（平成17年） | 819世帯   | [ 10 ] |  |
| 2010年（平成22年） | 869世帯   | [ 11 ] |  |
| 2015年（平成27年） | 879世帯   | [ 12 ] |  |
| 2020年（令和2年）  | 1,057世帯 | [ 13 ] |  |

## 学区
市立小・中学校に通う場合、学区は以下の通りとなる。なお、小学校・中学校入学時に学校選択制度を導入しており、通学区域以外に阿倍野区の小学校（自宅から概ね2km以内）・中学校から選択することも可能。
| 丁目         | 番   | 小学校             | 中学校             |
| ------------ | ---- | ------------------ | ------------------ |
| 丸山通一丁目 | 全域 | 大阪市立丸山小学校 | 大阪市立松虫中学校 |
| 丸山通二丁目 | 全域 | 大阪市立丸山小学校 | 大阪市立松虫中学校 |

## 事業所
2021年（令和3年）現在の経済センサス調査による事業所数と従業員数は以下の通りである。
| 丁目         | 事業所数 | 従業員数 |
| ------------ | -------- | -------- |
| 丸山通一丁目 | 38事業所 | 632人    |
| 丸山通二丁目 | 17事業所 | 70人     |
| 計           | 55事業所 | 702人    |

## 交通

### バス
2024年1月現在
- 大阪シティバス[17]
  - 62・63・64・67号系統：阿倍野筋五丁目

### 道路
- 大阪府道30号大阪和泉泉南線（あべの筋）

## 施設
- 大阪キリスト教短期大学
- 大阪市立丸山小学校
- 泰然寺

## その他

### 日本郵便
- 〒545-0042[3]（集配局：阿倍野郵便局[18]）